# Befogad és kitaszít a világ
A Befogad és kitaszít a világ egy 2013-ban bemutatott tudományos ismeretterjesztő dokumentumfilm, amely azt a kérdést igyekszik körbejárni tudományos, vallási és filozófiai szempontból, hogy mikortól van lelke az embernek és mi történhet a halál után. Ehhez mindhárom területről szakemberek von be a beszélgetésbe. A filmet Skrabski Fruzsina írta és rendezte, a producer pedig Janovics Zoltán volt. Legelőször az M1 televíziócsatorna mutatta be 2013. november elsején, az ősbemutatója pedig 2014. április 3-án volt az Átrium Filmszínházban. Később számos magyar televíziós csatorna, többek között a TV2  és a Duna TV is műsorára tűzte.

## A film témája
"Erre a témára azért pályáztam, mert nagyon megviselt édesapám, Skrabski Árpád halála. Anyukám nagyon várta, hogy elkészüljön a film, de miközben forgattuk, anyukám, Kopp Mária is meghalt. Tehát ez a másik film, Befogad és kitaszít a világ című filmem nagyon személyes lett, gyászmunka, amiben már mindkét szülőm halálát próbáltam meg feldolgozni."
A Befogad és kitaszít a világ azt a témát boncolgatja, tudományos kérdés-e az, hogy mikortól tekinthető önálló biológiai lénynek az embrió. Keresi a választ arra is, vallási kérdés-e, hogy mi van az élet előtt? Mikortól van lelke a magzatnak? Ehhez szorosan kapcsolódóan pedig azt is górcső alá veszi, hogy vajon mi van az élet után, illetve mit mond erre a tudomány és a vallás. Ezen témák körbejárásához igénybe veszi két vallási vezető  (egy keresztény pap és egy lélekvándorlásban hívő buddhista szerzetes), két orvos (egy meddőséget kezelő nőgyógyász és annak egy abortuszpárti, materialista kollégája) segítségét.
A készítők minden szereplőnek a film elején és végén is felteszik az alapvető kérdéseket, hogy mit gondolnak az élet kezdetéről és a halálról. A film végén pedig bemutatják, kinek hogyan változott meg a véleménye.

## Tudományos háttér
A halál materialista értelmezésben egy biológiai esemény, az a folyamat, amikor az élő szervezet komplex működése végleg leáll.
Az emberi lélek szempontjából a legtöbb kultúrkörben nem pusztán fizikai, fiziológiai jelenség a halál, hanem egyben az ember legnagyobb és legnehezebb létkérdéseinek egyike. Számos filozófus szerint az emberi lét értelmét vesztené a halál ismeretével. A vallások fő kérdései a halállal kapcsolatosak, sőt egyes vélemények szerint vallások nem is léteznének a halál jelensége nélkül.

### Meghatározások
Többféle meghatározása van, a különböző tudományterületek szerint:
- A biológia számára a halál az élőlény elpusztulása, ami után passzívan vesz részt az ökoszisztémában.
- A magyar jog szerint a halál: amikor a légzés, a keringés és az agyműködés teljes megszűnése miatt a szervezet visszafordíthatatlan felbomlása megindul. – 1997. évi CLIV. tv. XI. fej. 202. § g)
- Az orvostudomány megkülönbözteti a klinikai halál, agyhalál és biológiai halál fogalmát:
  - A klinikai halál, állapotában az életjelenségek (keringés, légzés, agyműködés) átmenetileg szünetelnek.
  - Az agyhalál állapotában a személy agya olyan mértékben károsodik, hogy többé nem képes a szervezet irányítására, a vegetatív idegrendszer teljes vagy részleges sérülésekor. Eszméletvesztés, kóma esetében lehetséges a károsodás nélküli felépülés.
  - A biológiai halál – latinul Exitus -, az élő szervezet működésének visszafordíthatatlan, végleges leállása.
- A vallások egy részének teológiája szerint a halál a földi élet vége, amely után az ember az isteni akaratnak megfelelően a másvilágra kerül, megsemmisül vagy a saját testében vagy más alakban újjászületik.

A nyugati civilizáció materialista beállítódása sok új információval gazdagította a test halálának és az elmúlás folyamatának tudományos megértését, azonban keveset foglalkozott a lélekkel és annak spirituális aspektusaival. Vallásonként, koronként és emberenként is jelentős különbségek voltak és vannak. Turay Alfréd teológus, filozófus így ír a lélek és test együtt értelmezéséről Lételmélet című művében: „Az ember lényegét a szellemi forma és az anyag egysége alkotja: "a lélek test nélkül nem ember", és élő emberi test nincsen belső szellemi forma, azaz lélek nélkül.”

### Mesterséges megtermékenyítés
A mesterséges termékenyítési eljárások olyan orvosi beavatkozások, amelyek során mesterséges úton, külső beavatkozások, technikák alkalmazásával teszik lehetővé, hogy egy terhesség létrejöjjön. A mesterséges termékenyítési, más néven asszisztált reprodukciós technikák (ART) alkalmazása során közösülés nélkül, külső segítséggel valósul meg a petesejt megtermékenyülése. Két alapvető formája létezik: a mesterséges ondóbevitel és a testen kívüli (in vitro) megtermékenyítés.

### IVF – in vitro fertilizáció
Az in vitro fertilizációs (a szervezeten kívül, szó szerint: üvegben történő termékenyítés), magyarul lombik bébi eljárás során egyénre szabott kezelési protokollt alkalmazva a lehető legkisebb mértékű hormonális stimulációval késztetik a petefészkeket tüszőérésre. A petesejteket tartalmazó tüszőtartalmat rövid altatásban egy vékony tűvel, ultrahang vezérlés mellett, hüvelyen keresztül szívják le. A kinyert petesejteket laboratóriumi körülmények között speciális tápoldatba ill. szövettenyésztő edénybe helyezik. A kinyert petesejteket a pár férfi tagja által leadott spermaváladékkal egyesével termékenyítik. A termékenyítést követő napokon az embriológus ellenőrzi a sejtosztódás folyamatát, így lehetőség nyílik a legjobb osztódási tulajdonságot mutató embriók szelektálására és az ezek közül vissza nem ültetett – számfeletti – embriók lefagyasztására. A megtermékenyült és szabályosan osztódó embriók visszahelyezése (embriótranszfer) a petesejt leszívástól számított 48-72, esetleg 120 órával történik. Az embriókat először speciális embrió megtapadást elősegítő tápoldatban tárolják, majd egy vékony katéter segítségével juttatják a méh üregébe. Ezt a beavatkozást – mivel fájdalommal nem jár – altatás nélkül végzik. A visszaültetési eljárás során igyekeznek a többes terhesség esélyét visszaszorítani.

### Terhességmegszakítás
Terhességmegszakítás, magzatűzés, szaknyelven küret vagy idegen eredetű kifejezéssel művi abortusz (latinul: Abortus arteficialis) alatt a terhesség megszakítását értjük, rendszerint a terhes nő önálló döntése alapján. A terhes nő megmentése céljából az orvosok által megindított mesterséges vagy művi vetélés nem tartozik ide (bár az abortus szó az orvosi szaknyelvben ezt és a spontán vetélést is jelenti).
A terhességmegszakítás jogi szabályozása országonként eltérő. Egyes országokban legális, más országokban minden körülmények között illegális, számos országban pedig csak speciális esetekben (a magzat vagy embrió fogyatékossága, veszélyeztetett terhesség, nemi erőszak vagy vérfertőzés esetén) engedélyezett a terhességmegszakítás. Ha a terhességmegszakításnak nem állnak fenn a törvényes feltételei, akkor magzatelhajtásról beszélünk, ami bűncselekmény. Magyarországon a terhességmegszakítás alapvető szabályait a magzati élet védelméről szóló 1992. évi 79. törvény szabályozza.
A terhességmegszakítás megítélése vitatott: a legális abortusz híve szerint a kismamák csak a saját testük felett hoznak döntést. Ezt a vélekedést az életpártiak biológiai alapon elutasítják; kiemelik, hogy a biológia törvényei szerint az élet a fogantatással kezdődik, ezért szerintük az abortusz gyilkosság. A hippokratészi eskü tiltja a terhességmegszakítást, egészen pontosan így fogalmaz: „...nem segítek hozzá egyetlen asszonyt sem magzata elhajtásához.” Egyes kritikusok a legális terhességmegszakítást a rasszizmus egyik formájának tartják, mivel az etnikai kisebbségek körében gyakoribb a művi abortusz.

### A katolikus egyház hozzáállása a terhességmegszakításhoz
A római katolikus egyház álláspontja szerint az emberi élet a fogantatással kezdődik és ettől kezdve az embriót személynek kell tekinteni. Így a terhesség megszakítását a fogantatás pillanatától fogva erkölcsileg rossznak minősíti. A legsúlyosabb érv, amely a terhességmegszakítás ellen szól, hogy a megfogant élet magában hordozza az emberré válás lehetőségét, és így megilleti az ember életére vonatkozó legfontosabb erkölcsi törvény védelme: az emberi élet közvetlen kioltása, és az ebben való közreműködés tilos. Ezt az elvet vallja egyébként a többi keresztény felekezet is.

## Spirituális háttér

### A halál lelki, spirituális jellemzői
A halál az állatvilágból kivált, fejlett idegrendszerénél fogva fejletten gondolkodó ember legnagyobb létkérdése. Hatása olyannyira foglalkoztatja az ember elméjét, hogy egyesek érzelmileg belerokkannak a problémába. Mások kevésbé érzékenyen reagálnak rá, de bizonyos, hogy minden egyes emberi tudatnak meg kell birkóznia a gondolattal, hogy önnön létezése véges. A materialista felfogás az önmagáról gondolkodni képes tudatot az ember fejlett idegrendszere által létrehozottnak ismeri el, míg a legtöbb vallás, ezoterikus felfogás, tradicionális filozófia a tudat elsődlegességét hirdeti az anyagi test felett. Utóbbi esetben a tudat és a test között a lélek a kapocs, így hozva létre az ember hagyományos test-lélek-szellem hármasságát, ahol a tudat a szellemi szférában lakozik és halhatatlan. A halál e szerint a test és minden olyan tulajdonság "levetését" és hátrahagyását jelenti, mely a földi élethez kapcsolódott. A tudat tehát "átlép" – tranzíciót él át – a fizikai létformából a szellemibe, melynek során földi élete esszenciáját tudatában magával viszi.
A pszichológián belül a tanatológia foglalkozik a halállal kapcsolatos kérdésekkel.

### Halál utáni élet
A halál utáni élet vagy túlvilági élet azon nézetek összessége, amelyek a különböző kultúrákban és vallásokban megtalálhatók arról, hogy mi vár az emberekre a halál után, illetve egyes vallásokban az idők végezetén.
A halál utáni életben való hitnek sok formája van, ebből két fő ág emelhető ki:
- A keresztények és muszlimok hiszik, hogy a halál után Isten kinek-kinek megfizet a maga érdeme szerint.
- A keleti vallások nézete a lélekvándorlás tézise mögött álló karma, mely alapján az ember következő életét előző életének tettei határozzák meg.

A lélek halhatatlansága az egyik sarkpontja számos világnézetnek. Ez a hit irányítja a temetési szertartásokat, egyes kultúrákban a halottkultuszt vagy az ősök tiszteletét, s visszahat az emberek életvitelére is. A legtöbb vallás híveinek életét a halál utáni életre való készülődés erősen meghatározza.
A túlvilág léte tudományosan nem bizonyított, de ez nem jelenti azt, hogy nem létezik. Ugyanis nemléte sincs bizonyítva, és kérdés, hogy lesz-e valamikor. Innentől kezdve csak a filozófia és a vallás segít.

### Túlvilág a kereszténységben
A Biblia alapján az ember örök életre lett teremtve, ezt az isteni adományt azonban a bűneset óta nem tudja betölteni. A kinyilatkoztatás alapján azonban a halál utáni élet és a feltámadás ígéretével feloldja az ember haláltól való szorongását. A halál utáni közvetlen állapottal kapcsolatban a felekezetek nézetei között eltérések alakultak ki.
A dogmatikusok szerint az ember két teljesen különböző alkotórészből áll: az anyagi testből, továbbá a halhatatlan lélekből, amely szellemi, anyagtalan szubsztancia. Valamennyi teológus bizonyos abban, hogy a lelkeket Isten teremtette, tehát van kezdetük, de Isten mindenhatósága révén nincsen végük, hanem Isten örökké életben fogja tartani őket. Az ún. "tradicionisták" azt tételezik fel, hogy lelkét a gyermek testével együtt szüleitől kapja, így minden lélek az első ember lelkétől származik; az ún. kreacionisták abban hisznek; hogy Isten az egyes lelkeket külön alkotja meg a semmiből, és azután a szülők létrehozta testtel egyesíti.
Az első emberpárt Isten természetes és természetfeletti adottságokkal és tulajdonságokkal ruházta fel. Birtokukban volt a test halhatatlansága és boldogan éltek a paradicsomban. A halhatatlanság azonban még csak feltételesen volt az övék; csak a lehetősége állt előttük annak, hogy azt megszerezzék; de a bűnesettel elvesztették azt. Elvesztek a kegyelem természetfeletti ajándékai, amelyeket Isten Ádámnak adott, a szentség és igazságosság, amely összhangban állott a vágyakkal, kötelességekkel és cselekedetekkel, továbbá a haláltól való függetlenség és a paradicsom gyönyörűségei, és ennek a jóra való állandó törekvés és az érzékiség megfékezése vallotta kárát. Azóta az emberek testileg többé nem halhatatlanok, hanem alá vannak vetve a halálnak, mert a bűn zsoldja a halál, nem élhetnek többé gondtalanul a paradicsomban, hanem keményen kell dolgozniuk a világban. Az emberiség képtelen volt arra, hogy a bukásból magától felemelkedjék, és az azt megelőző állapotba visszakerüljön. Isten azzal, hogy "Fia" Krisztusként emberré lett, helyre tudta állítani az Ádám bűnbeesésével megzavart üdvrendet, és visszavezethette az emberiséget az üdvösség útjára. Azzal, hogy Krisztus a kereszten meghalt, önmagát mindenki helyett váltságdíjként ajánlotta fel Atyjának, és ily módon lehetővé tette, hogy Isten és az emberek között a bűnbeesés előtt fennálló kapcsolat ismét helyreálljon. Elégtételt szolgáltatott és megváltotta az emberiséget a bűntől és annak büntetésétől: az "örök" haláltól és a kárhozattól, ismét visszaszerezte számukra Isten kegyelmét, az örök élet lehetőségét, minden ember számára.
Jézus példázatai elárulják, hogy az örök életről vallott tanításai radikálisan különböztek korának fő csoportjai, a szadduceusok, a farizeusok és az esszénusok álláspontjától is. Amikor a túlvilág iránt szkeptikus szadduceusok azt kérdezték, hogy a gyermektelenül meghalt testvér után annak hat fivéréhez feleségül ment asszony a halála után kinek a felesége lesz, Jézus azt felelte, hogy Isten országában az odakerülő emberek nem házasodnak, hanem hasonlatosak lesznek az angyalokhoz, és feltámadásuk után Isten fiaiként halhatatlanok lesznek.

## Stáblista

### Szereplők
- Kováts Ildikó
- Farkas Domonkos
- Balogh Adrienn
- Buczkó Zsófi
- Buczkó Péter
- Iványi Gábor
- Iványi Béla
- Moldván Attila
- Moldván Léna
- Moldván Ádám
- Moldván Ármin
- Moldvánné Erdős Andrea
- Novák Mirkó
- Novák Tamás
- Peregovics Hajnalka
- Skrabski Fruzsina
- Kálid Artúr (narrátor)[13]

### Szakértők
- Dr. Rácz Gergely
- Rajczy Klára
- Dr. Pilling János
- Dr. Kaáli Géza
- Dr. Domokos Tamás
- Cser Zoltán
- Andrásfalvy János
- Almási Sándor
- Dr. Muszbek Katalin
- Dr. Matolcsy András
- Hraskó Gábor[13]

### Stáb
- Skrabski Fruzsina (rendező, forgatókönyvíró)
- Janovics Zoltán (producer, technikai stáb)
- Czomba Imre (zeneszerző)
- Kiss Sándor (operatőr, vágó)
- Hollósi Gergő (hangmérnők)
- Hollósi László (hangmérnők)
- Kopp Krisztina (produkciós asszisztens)
- Vörös András (technikai stáb)
- Borsody István (technikai stáb)
- Szabó Csilla (technikai stáb)
- Molnár Attila Dávid (technikai stáb)
- Prókai Edina (technikai stáb)
- Farkas Dániel (technikai stáb)
- Kovács Lajos (technikai stáb)
- Tóth Zsolt Marcell (technikai stáb)
- Skrabski Luca (technikai stáb)
- Csáki Tibor (technikai stáb)
- Jártas Viktor (technikai stáb)[14]

## Sajtótükör
- Kedélyes csevej a hullaházban
- Az alagút két végén Skrabski Fruzsinával
- Hír TV – Befogad és kitaszít a világ – a mozikban
- Szeretném, ha ezeket a történeteket minél többen megismernék Archiválva 2023. január 27-i dátummal a Wayback Machine-ben